# Polsat Plus Arena Gdańsk
De Polsat Plus Arena Gdańsk, voorheen Stadion Energa Gdańsk en PGE Arena Gdańsk geheten (of kortweg Baltic Arena, de oorspronkelijke naam), is een multifunctioneel stadion in de Poolse stad Gdańsk.
Het stadion telt 43.615 zitplaatsen en is opgetrokken in de vorm van een grote barnsteen gebouwd. Het stadion werd gebouwd in het kader van het Europees kampioenschap voetbal 2012. De bouw startte in 2008 en is in 2011 afgerond. Het stadion biedt ruimte aan een veelheid van evenementen, concerten, congressen en diende als thuishaven voor vier voetbalwedstrijden van het Europees kampioenschap (drie groepswedstrijden en een kwartfinale). In en rond het stadion zijn ook een zwembad, kantoren, winkels, een hotel en parkeermogelijkheden (6.500 auto's) gerealiseerd.
Het stadion werd na het EK de thuisbasis van Lechia Gdańsk. In dit stadion vond tevens de finale plaats van de UEFA Europa League 2020/21.

## Naamswijzigingen
- Baltic Arena (tijdens de bouw)
- PGE Arena Gdańsk (tussen 2010 en 2015)
- Arena Gdańsk (tijdens het EK 2012)
- Stadion w Gdańsku Letnicy (tussen oktober en november 2015)
- Stadion Energa Gdańsk (tussen 2015 en 2020)
- Polsat Plus Arena Gdańsk (vanaf 21 mei 2021)

## Europees kampioenschap voetbal 2012
| Datum        | Tijd (MEZT) | Team 1    | Res. | Team 2      | Ronde       | Toeschouwers |
| ------------ | ----------- | --------- | ---- | ----------- | ----------- | ------------ |
| 10 juni 2012 | 18:00       | Spanje    | 1–1  | Italië      | Groep C     | 38.869       |
| 14 juni 2012 | 20:45       | Spanje    | 4–0  | Ierland     | Groep C     | 39.150       |
| 18 juni 2012 | 20.45       | Kroatië   | 0–1  | Spanje      | Groep C     | 39.076       |
| 22 juni 2012 | 20.45       | Duitsland | 4–2  | Griekenland | Kwartfinale | 38.751       |

Oekraïne: Donbas Arena (Donetsk) · Arena Lviv (Lviv) · Metaliststadion (Charkov) · NSK Olimpiejsky (Kiev)

Polen: Nationaal Stadion (Warschau) · Arena Gdańsk (Gdańsk) · Stadion Miejski (Poznań) · Stadion Miejski (Wrocław)